# Heidemarie Hatheyer
Heidemarie Hatheyer (Villach, 8 aprile 1918 – Zollikon, 11 maggio 1990) è stata un'attrice austriaca.

## Biografia
Il suo esordio nel mondo del teatro risalì al 1936 a Vienna e dopo due anni debuttò in quello cinematografico.
Lavorò prevalentemente, oltre a Vienna, a Monaco di Baviera e a Berlino.
Le sue qualità più rappresentative furono evidenziate dalla sua recitazione passionale ed intensa, espressa nei ruoli di protagonista sofferente.

## Filmografia
- La grande conquista (Der Berg ruft!), regia di Luis Trenker (1938)
- Ein ganzer Kerl, regia di Fritz Peter Buch (1939)
- Wally dell'avvoltoio (Die Geierwally), regia di Hans Steinhoff (1940)
- Io accuso (Ich klage an), regia di Wolfgang Liebeneiner (1941)
- Die Nacht in Venedig, regia di Paul Verhoeven (1942)
- La grande ombra (Der grosse Schatten), regia di Paul Verhoeven (1942)
- Man rede mir nicht von Liebe, regia di Erich Engel (1943)
- Die Jahre vergehen, regia di Günther Rittau (1944)
- Ich glaube an Dich, regia di Rolf Hansen (1944)
- Regimentsmusik (1945) / Die Schuld der Gabriele Rottweil, regia di Arthur Maria Rabenalt (1950)
- Wohin die Züge fahren, regia di Boleslaw Barlog (1949)
- Begegnung mit Werther, regia di Karl-Heinz Stroux (1949)
- Dieser Mann gehört mir, regia di Paul Verhoeven (1950)
- Der Mann, der zweimal leben wollte, regia di Viktor Tourjansky (1950)
- Vom Teufel gejagt, regia di Viktor Tourjansky (1950)
- Malata d'amore (Dr. Holl), regia di Rolf Hansen (1951)
- Das letzte Rezept, regia di Rolf Hansen (1952)
- Mein Herz darfst Du nicht fragen, (1952)
- Pünktchen und Anton, regia di Thomas Engel (1953)
- Sauerbruch – Das war mein Leben, regia di Rolf Hansen (1954)
- Liebe ohne Illusion, regia di Erich Engel (1955)
- I topi (Die Ratten), regia di Robert Siodmak (1955)
- Du darfst nicht länger schweigen, regia di R. A. Stemmle (1955)
- Die Ehe des Dr. med. Danwitz, regia di Arthur Maria Rabenalt (1956)
- Tierarzt Dr. Vlimmen / Skandal um Dr. Vlimmen, (1956)
- Der Meineidbauer, regia di Rudolf Jugert (1956)
- Glücksritter, regia di Arthur Maria Rabenalt (1957)
- … und führe uns nicht in Versuchung, regia di Rolf Hansen (1957)
- Die letzte Station, (1958)
- Solange das Herz schlägt, regia di Alfred Weidenmann (1958)
- Blühende Träume (Fernsehfilm), (1959)
- Die Familie (Fernsehfilm), (1960)
- Ruf der Wildgänse, regia di Hans Heinrich (1960)
- Medea (Fernsehfilm), (1962)
- Leonor (Fernsehfilm), (1962)
- Elektra (von Sophokles) (Fernsehfilm), (1963)
- Elektra (von Giraudoux) (Fernsehfilm), (1964)
- Andorra (Fernsehfilm), (1964)
- Grido di vendetta (Heiß weht der Wind), regia di Rolf Holsen (1964)
- Kranichtanz (Fernsehfilm), (1967)
- Rest des Lebens – Die Herausforderung (Fernsehfilm), (1975)
- Auf dem Chimborazo (Fernsehfilm), (1977)
- Sonderdezernat K1 – Der Tod des Schrankenwärters (Krimiserie), regia di Answald Kruger, Maria Matray, Harald Vock (1977)
- Halbzeit (Fernsehserie), (1977)
- Spannende Geschichten – Er läßt die Hand küssen (Fernsehserie), (1978)
- Tatort: Mord im Grand-Hotel (Fernsehreihe), regia di Georg Lhotsky (1979)
- Wunder einer Nacht (Fernsehserie), (1979)
- Ein Abend mit Labiche (Fernsehserie), (1979)
- Martha Jellneck, (1988)
- Diese Drombuschs (Fernsehserie), regia di Robert Stromberger (1990)